# Massachusetts
Massachusetts (oficialmente The Commonwealth of Massachusetts, em português: Comunidade do Massachussetes) é um dos 50 estados dos Estados Unidos, localizado na região da Nova Inglaterra. É o sexto menor estado em área e o 13º estado mais populoso do país, sendo o terceiro mais densamente habitado dos Estados Unidos. É limitado por Rhode Island e Connecticut ao sul, Nova Iorque ao oeste, Vermont e Nova Hampshire ao norte, e o Oceano Atlântico, a leste. Apesar de seu pequeno tamanho, sua geografia é diversificada, sendo que seu terreno é bastante acidentado. É o centro econômico, cultural e educacional da Nova Inglaterra. É também o estado mais populoso da região, respondendo por aproximadamente metade de toda a população da Nova Inglaterra. Sua capital e maior cidade é Boston.
A região onde atualmente o estado de Massachusetts está localizado foi uma das primeiras a ser colonizada pelos britânicos. A província colonial de Massachusetts foi fundada em 1620. Apenas a província colonial da Virgínia foi fundada antes. Massachusetts é famoso no país pelo seu pioneirismo em diversas áreas: o primeiro jornal foi publicado em Massachusetts, e a primeira biblioteca pública também; New College, a primeira instituição norte-americana de educação superior foi fundada em 1636 na cidade de Cambridge. Posteriormente, o estado construiria as primeiras escolas públicas de ensino de segundo grau no país, durante a década de 1820.
Massachusetts foi uma das Treze Colônias britânicas que rebelaram-se contra o domínio britânico em 1775, na Guerra da Independência dos Estados Unidos. Vários eventos que levaram ao início da guerra ocorreram em Massachusetts. As primeiras batalhas da guerra também ocorreram no estado. Em 6 de fevereiro de 1788, Massachusetts ratificou a constituição, tornando-se assim o sexto estado dos Estados Unidos.
O nome do estado vem da tribo indígena massachusett. Os massachussett eram uma tribo indígena pertencente à família dos algonquinos. Massachusett significa, no idioma algonquino, "próximo à grande montanha", uma referência ao Great Blue Hill, uma montanha localizada ao sul de Boston. O cognome mais conhecido de Massachusetts é The Bay State. A origem deste cognome vêm da localização do primeiro assentamento permanente fundado em Massachusetts, às margens da baía de Massachusetts. O gentílico dos habitantes do estado é bay staters. Outros cognomes menos usados são The Old Colony State, The Puritan State e The Baked Bean State. Em 2014, Massachusetts foi considerado o estado americano com melhor qualidade de vida. O estado também está entre os mais ricos e mais educadas do país.

## História

### Até 1691
Diversos nativos norte-americanos já viviam na região que atualmente constitui o estado de Massachusetts muito tempo antes da chegada dos primeiros exploradores europeus. Indícios arqueológicos indicam que tais indígenas já viviam na região há mais de 10 mil anos. Diversas tribos indígenas, todas da família indígena algonquina, viviam na região quando os primeiros europeus chegaram, no início do século XVII. Estima-se que a população de nativos norte-americanos, então, era de aproximadamente entre 25 a 40 mil. Porém, doenças contagiosas trazidas pelos europeus - provocada por micróbios com os quais o sistema imunológico dos indígenas nunca entrara anteriormente em contato - dizimaram a população indígena. Em um século, até a década de 1620, a população nativa norte-americana havia caído para apenas sete mil indígenas.
Em 1602, o britânico Bartholomew Gosnold desembarcou em Cape Cod, localizado no extremo oriente do estado. Acredita-se que este cabo tenha sido assim nomeado por Gosnold. O francês Samuel de Champlain mapeou o litoral da Nova Inglaterra ao longo de 1605 e de 1606, também mapeando o litoral do atual Massachusetts. Em 1614, o capitão britânico John Smith fez um mapeamento mais extensivo do litoral de Massachusetts.
Os puritanos, membros da Igreja Anglicana da Inglaterra, queriam reformas imediatas à Igreja, pressionando por tais reformas ao longo do século XVI. Estes puritanos passaram a ser discriminados no Reino Unido. Vários deles romperam totalmente com a Igreja. Estes passaram a ser chamados de separatistas, sendo altamente discriminados no Reino Unido pela população anglicana. Após as numerosas explorações europeias no continente americano no início do século XVII, estes puritanos passaram a considerar a ideia de fundar uma colônia no Novo Continente. Em 16 de setembro de 1620, 102 britânicos, dos quais 41 eram puritanos, embarcaram no barco Mayflower. Eles ancoraram em Cape Cod em 11 de novembro. Os 102 assentadores decidiram criar um plano de administração antes de fundar oficialmente um assentamento permanente. Este plano é conhecido como The Mayflower Compact. Em dezembro, os 102 assentadores fundaram oficialmente Plymouth, o segundo assentamento britânico permanente nas Américas.
Os habitantes de Plymouth sofreram muito no primeiro inverno na região. Alimentos - obtidos através da caça - eram insuficientes, as casas eram precárias e as roupas dos colonos - que não tinham ideia do rigoroso clima da região no inverno - não protegiam adequadamente os colonos do frio intenso da região. Aproximadamente metade dos colonos morreu. Durante a primavera, já em 1621, os colonos de Plymouth estabeleceram relações amistosas com os nativos indígenas da região. Estes nativos americanos ensinaram os colonos a cultivarem e estocarem soja e milho e a fazer uso da pele dos animais caçados como matéria-prima de roupas adequadas ao inverno. Os colonos também construíram casas mais resistentes. Estes colonos enfrentaram com sucesso o inverno de 1621 - 1622. Estes colonos, para celebrar o feito, criaram uma festa anual que atualmente constitui a Semana de Ação de Graças.
As notícias do sucesso do assentamento de Plymouth atraíram mais britânicos - a maioria puritanos. Outros assentamentos foram fundados próximos ao assentamento de Plymouth. Estes numerosos assentamentos tinham sua capital em Plymouth. Em 1640, a Colônia de Plymouth tinha oito assentamentos e mais de 2,5 mil habitantes.
Em 1628, a Companhia da Baía de Massachusetts, uma companhia britânica, enviou um grupo de puritanos à baía de Massachusetts. Em 1629, a província colonial de Massachusetts Bay Colony foi oficialmente criada pelo governo britânico, dando a esta companhia o direito de assentar, colonizar e administrar a região. Em 1630, John Winthrop, juntamente com outros mil assentadores, fundaram um assentamento que viria a se tornar depois a cidade de Boston. A Colônia da Baía de Massachusetts prosperou economicamente, através do cultivo de tabaco. Em 1640, a colônia tinha mais de 10 mil habitantes. Em 1641, a Colônia da Baía de Massachusetts adotou uma constituição rudimentar e uma forma democrática de governo. Porém, a colônia proibiu a prática de qualquer religião a não ser o puritanismo. Vários colonos mudaram-se em direção a outras colônias já estabelecidas, notavelmente em Maryland e na Virgínia. Estes colonos, em busca de liberdade religiosa, fundariam Connecticut em 1635, Rhode Island em 1636, Nova Hampshire em 1638 e o Maine em 1680. Todas estas regiões faziam parte da Colônia da Baía de Massachusetts. Porém, Connecticut e Rhode Island tornaram-se colônias separadas em 1637.
Em 1675, a tribo algonquina wampanoag iniciou guerra contra as colônias britânicas de Plymouth e da Baía de Massachusetts. Esta tribo era liderada por Metacomet, que acreditava que os colonos iriam cedo ou tarde exterminar os indígenas e ocupar suas terras. O pai de Metacom, Massasoit - que era líder dos wampanoags até sua morte, quando foi sucedido pelo seu filho - havia tido relações amistosas com os colonos de Plymouth desde a primavera de 1621. A guerra perdurou por um ano até que um nativo norte-americano, lutando do lado dos colonos, matou Metacom. A guerra matara então centenas de pessoas, incluindo mulheres e crianças, em ambos os lados. Em 1680, o governo britânico criou a província colonial de Nova Hampshire, através da secessão do norte da Colônia da Baía de Massachusetts.
A Colônia da Baía de Massachusetts comercializava abertamente com vários países. Porém, o Reino Unido acreditava que o único país com quem todas as colônias britânicas tinham o direito de comercializar era com a metrópole, o Reino Unido. A Colônia da Baía de Massachusetts também não era exceção. Por diversas vezes, o Reino Unido tentou monopolizar o comércio entre a Baía de Massachusetts e outros países. Porém, o comércio entre a colônia britânica e outros países continuou. Como represália, a Companhia da Baía de Massachusetts perdeu o direito de governar a Colônia da Baía de Massachusetts, em 1684, que foi então ocupada por tropas britânicas, e passou a ser governada diretamente pelo Reino Unido, juntamente com outras colônias da Nova Inglaterra.
Em 1689, os habitantes de Massachusetts depuseram o governador da colônia - Edmund Andros, que havia sido escolhido pelo Rei James II da Inglaterra, deposto em 1688. O Rei William de Orange e sua esposa, Maria, em 1691, criaram a Província Colonial de Massachusetts. A Província Colonial de Plymouth foi fundida ao que era anteriormente a Província Colonial da Baía de Massachusetts, criando uma única Província Colonial de Massachusetts, que era governada por um tenente-governador, um enviado da coroa britânica.

### 1691 - 1788
Massachusetts participou ativamente da primeira guerra franco-indígena, que iniciara-se em 1689 e prorrogara-se até 1713, entre colonos da Nova França e da Nova Inglaterra. Após o fim da guerra, a economia de Massachusetts passou a prosperar, através do cultivo de tabaco, soja, chá e de milho. Várias cidades foram fundadas. A segunda guerra franco-indígena teve início em 1740. Novamente, o estado participou ativamente, tendo enviado diversas tropas para enfrentar os franceses. A guerra teve fim em 1763, com vitória definitiva dos britânicos.
As diversas Guerras Franco-Indígenas deixaram o Reino Unido com uma dívida de mais de 136 mil libras esterlinas. Para tentar pagar as dívidas, o governo britânico instituiu vários impostos nas Treze Colônias. Estas leis foram ignoradas em Massachusetts. A Stamp Act of 1765, um imposto que aplicava-se a todos os documentos, trocas comerciais e jornais nas 13 colônias, levou a grandes protestos em Massachusetts. Então, nenhuma das 13 colônias dispunha de representação no Parlamento do Reino Unido. No taxation without representation (Não aos impostos sem representação) tornou-se um grito de guerra da população. Em uma manifestação, colonos enforcaram um cobrador de impostos britânicos, e queimaram sua casa. Em outra manifestação, destruíram a casa do tenente-governador de Massachusetts.

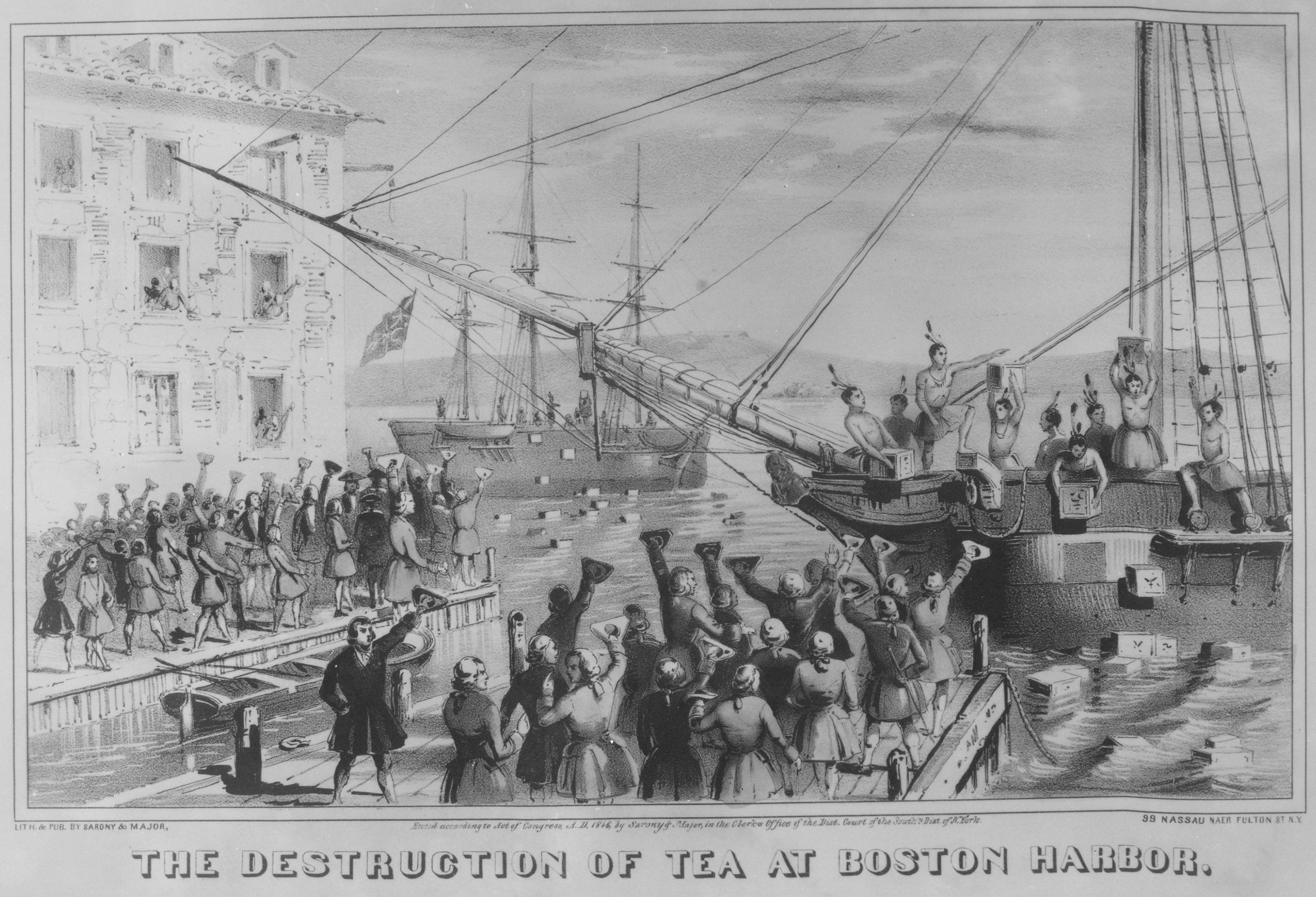
Imagem dos colonos destruindo o chá britânico importado da China, no porto de Boston

Em 1770, em uma destas manifestações, tropas britânicas mataram diversos colonos. Este incidente, conhecido como "O Massacre de Boston", revoltou colonos em todas as 13 colônias britânicas. John Hancock, de Boston, liderou um boicote ao chá vendido pela Companhia Britânica das Índias Orientais. Em 16 de dezembro de 1773, cerca de 60 colonos, vestidos como nativos norte-americanos mohawks, destruíram 342 caixas de chá em barcos britânicos ancorados no porto de Boston, jogando todo o conteúdo na baía de Boston, no evento que ficou conhecido como a "Festa do Chá". Os britânicos ordenaram a prisão dos 60 colonos envolvidos, do pagamento da devida indenização e o fechamento do porto de Boston, que passou a ser ocupada por forças britânicas.
Em 18 de abril de 1775, tropas britânicas marcharam em direção à Concord para confiscar os depósitos de armas e munições da cidade. Colonos norte-americanos, sabendo do fato, cavalgaram rapidamente em direção à cidade, conseguindo chegar antes dos britânicos e avisar os colonos da cidade. No dia seguinte, os colonos da cidade enfrentariam os britânicos em Lexington, na primeira batalha da Guerra da Independência dos Estados Unidos, marcando o início da guerra pela independência.
Diversas batalhas ocorreram em Massachusetts, a maior parte antes de 1777. O estado participou ativamente no envio de tropas e na fabricação de armas e suprimentos. Em 1783, a guerra teve fim. Em 6 de fevereiro de 1788, Massachusetts tornou-se o sexto estado dos Estados Unidos, ao ratificar a constituição americana.

### 1788 - 1900
Em 1820, o governo federal criou o estado do Maine, cedendo a seção nordeste de Massachusetts, que adquiriu então seus atuais limites territoriais.
Massachusetts industrializou-se rapidamente durante as primeiras décadas do século XIX. Foi um dos primeiros estados onde o processo de industrialização teve início, bem como um dos estados onde o processo de industrialização ocorreu mais rapidamente, sendo ao final da década de 1850 um dos mais industrializados do país. Em 1814, Francis Cabot Lowell inaugurou uma das primeiras fábricas de manufatura de tecidos do Estados Unidos, o que levou à construção de diversas outras fábricas semelhantes. Enquanto isto, os fazendeiros sofriam com os baixos preços pagos pelos seus produtos e com dívidas que acumulavam-se. Muitos deles abandonaram o campo e foram em direção às cidades.
Durante a década de 1840, grande número de imigrantes irlandeses instalaram-se em Massachusetts. Muitos deles conseguiram empregos em fábricas, por serem fonte de mão-de-obra barata, substituindo assim vários norte-americanos nativos. Atritos entre os imigrantes irlandeses e os habitantes nativos do Massachusetts desenvolveram-se.
O estado participou ativamente durante a guerra civil, lutando do lado da União, os Estados Unidos propriamente dito, contra os Estados Confederados da América. A maior parte da população era abolicionista, tanto que no censo de 1790, o estado não tinha um único escravo. O estado enviou aproximadamente 145 mil soldados à guerra, e foi a maior fabricante de navios militares da União ao longo dela.
Após a guerra, a indústria manufatureira de Massachusetts diversificou-se. O estado passou a ser também um grande fabricante de produtos de metal e de calçados. Milhares de imigrantes instalaram-se no estado.

### 1900 - Tempos atuais

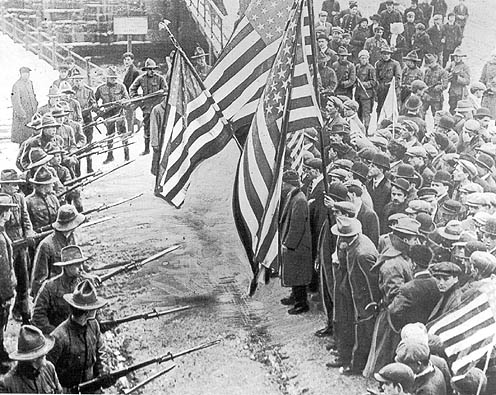
Imagem da greve da Lawrence Textile, uma greve de trabalhadores industriais imigrantes

As péssimas condições de vida dos trabalhadores das indústrias de Massachusetts - bem como no resto do país - levaram a diversas greves no estado. A mais famosa delas ocorreu em 1912, que atraiu atenção nacional ao problema, e forçando o governo norte-americano a instituir diversas leis trabalhistas.
Os Estados Unidos entraram na Primeira Guerra Mundial em 1917. O primeiro regimento militar norte-americano a chegar à frente de batalha era um regimento de Massachusetts. Durante a guerra, as taxas de inflação no estado cresceram drasticamente, isto é, preços dos produtos cresciam mais do que os salários dos trabalhadores. Diversos líderes trabalhistas passaram a exigir maiores salários, mas quase sempre estas exigências não eram atendidas. Em 1919, 75% do corpo policial de Boston entrou em greve. O então governador do estado, Calvin Coolidge, ordenou que a National Guard de Massachusetts acabasse com a greve.
Em 1929, a Grande Depressão teve início. A economia do estado sofreu com altas taxas de desemprego. Massachusetts foi o primeiro estado norte-americano a instituir ajuda social aos desempregados no Estados Unidos. A economia de Massachusetts recuperar-se-ia com o início da Segunda Guerra Mundial, quando o estado fabricou grande quantidades de armas e outros suprimentos.
Após o fim da guerra, a economia de Massachusetts passou a diversificar-se. As indústrias têxteis e de calçados moveram-se em direção aos estados do sul, enquanto que a indústria aeroespacial e de eletrônicos passou a ter maior importância na economia do estado. O primeiro submarino nuclear norte-americano foi construído em Massachusetts.
Massachusetts possuía diversas leis que segregavam brancos de afro-americanos. Porém, estas leis foram gradualmente repelidas pelo governo do estado. Em 1957, o estado acabou com a lei que segregava abrigos públicos. Em 1963, a segregação passou a ser proibida em todas as residências. Porém, foi somente durante a década de 1970 que as escolas do estado foram dessegregadas por ordem da Suprema Corte dos Estados Unidos.
A economia do estado continuou a diversificar-se durante as últimas décadas do século XX. O estado tornou-se um grande centro financeiro, militar e industrial. O turismo passou a ganhar maior importância a partir da década de 1980. Em 1991, Boston, com apoio financeiro do estado de Massachusetts, começou a reformar o seu sistema de vias expressas. Em 2003, estas reformas foram concluídas, ao gasto de mais de 15 bilhões de dólares, três vezes mais do que o previsto.

## Geografia

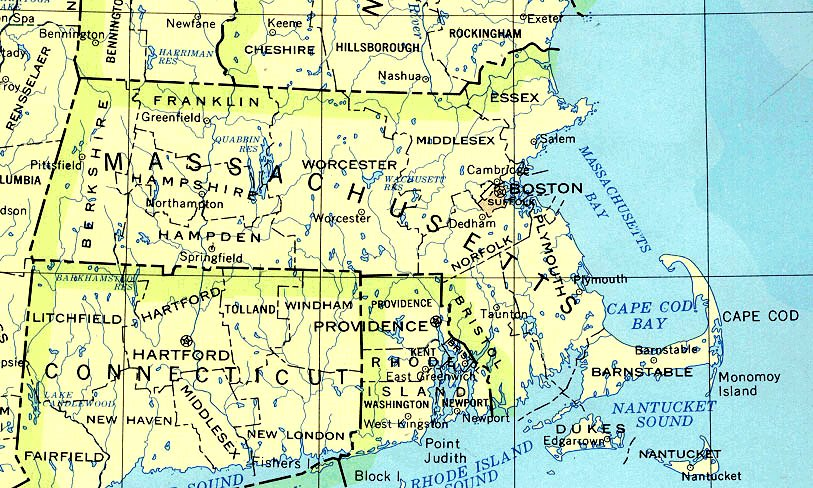
Mapa de Massachusetts e de seus 14 condados

Massachusetts limita-se ao norte com Nova Hampshire e Vermont, a oeste como estado de Nova Iorque, ao sul com Connecticut e Rhode Island, e a leste com o oceano Atlântico. Massachusetts é conhecido como The Bay State por causa de várias grandes baías e reentrâncias que dão ao litoral do estado seu formato característico: a baía de Cape Cod e a baía de Massachusetts no litoral leste do estado, e a baía Buzzards no sul. Com um pouco mais de 27 mil quilômetros quadrados, é o sétimo menor estado americano em área do país. O litoral do estado junto ao oceano Atlântico possui 309 quilômetros de extensão. Contando-se todas as regiões banhadas pelo mar - baías, estuários e ilhas oceânicas - este número salta para 2,4 mil quilômetros.
Massachusetts possui mais de 6,8 mil quilômetros de rios. Dos rios que cortam o estado, o mais importante é o rio Connecticut. O estado também possui mais de 1.300 lagos, incluindo os artificialmente criados. Um quarto destes lagos fornecem água potável para cidades e vilarejos próximos. Os dois maiores lagos são reservatórios artificialmente criados, o maior deles com 101 quilômetros quadrados.
O leste de Massachusetts é marcado pela Cape Cod, que já fora anteriormente uma península, mas que atualmente é uma ilha artificial, devido à construção de um canal. Ao sul da Cape Cod localiza-se um arquipélago, cujas maiores ilhas são as ilhas Martha's Vineyard e Nantucket. Aproximadamente 55% de Massachusetts é coberto por florestas.
Massachusetts pode ser dividido em seis distintas regiões:
- As Montanhas Taconicas localizam-se no extremo ocidental de Massachusetts, e estendem-se até Vermont. É uma estreita cadeia de montanhas que não possui mais do que 10 quilômetros de largura. Caracteriza-se pela sua alta altitude, com picos de até 763 metros de altitude.
- O Vale de Berkshire é um estreito vale, não possuindo mais do que 15 quilômetros de largura, localizado a leste das Montanhas Taconicas. Em comparação às regiões que a cercam, possui baixa altitudes. Também possui um solo fértil. Este vale têm início logo ao sul do estado e estende-se até Connecticut.
- A leste do Vale de Berkshire localizam-se os Planaltos Ocidentais da Nova Inglaterra. Estes planaltos estendem-se até Vermont e Connecticut. Possuem altas altitudes, com vários picos de mais de 600 metros. O ponto mais alto de Massachusetts, o Mount Greylock, com 1.064 metros de altitude, localiza-se nesta região. O terreno desta região é bastante acidentado.
- As Planícies do Vale do Rio Connecticut localizam-se a leste dos Planaltos Ocidentais. Têm início no norte de Massachusetts e estendem-se até Connecticut. Possuem aproximadamente 30 quilômetros de largura, e são caracterizadas pelo seu solo fértil e pela sua altitude relativamente baixa.
- Os Planaltos Orientais da Nova Inglaterra estão localizados a leste do vale do rio Connecticut. No norte de Massachusetts, os Planaltos Orientais fazem limite com os Planaltos Ocidentais da Nova Inglaterra. Possuem altitudes mais altas do que os vales e as planícies que a cercam, porém, mais baixas do que os Planaltos Ocidentais, com altitude média de 300 metros, com alguns picos chegando a superar os 600 metros.
- As Planícies do Litoral localizam-se ao longo do litoral de Massachusetts, junto ao oceano Atlântico. Possuem as altitudes mais baixas do estado, e os solos mais férteis.

### Clima
O clima de Massachusetts é temperado, com quatro distintas estações, com verões quentes, e invernos longos e frios. Durante o inverno, a temperatura média abaixa à medida que se viaja em direção ao oeste, onde as altitudes são maiores. No verão, as maiores temperaturas são registradas ao longo do litoral do oceano Atlântico e do sudoeste do estado.
A temperatura média em Massachusetts no inverno é de 0°C no leste do estado, -2.5 °C no centro e de -7 °C no oeste. No inverno, a média das mínimas é de -5 °C no leste e de -13 °C no oeste. Mínimas variam entre -35 °C e 8 °C em qualquer parte do estado. A média das máximas é de 3 °C no leste e de -2 °C no oeste, variando entre -28 °C e 15 °C em qualquer parte do estado. A temperatura mais baixa já registrada em Massachusetts é de -37 °C, em Chester, em 12 de janeiro de 1812.
A temperatura média, no verão, é de 25 °C ao longo do litoral do oceano Atlântico e no sudoeste de Massachusetts. A média das mínimas é de 12 °C no oeste e de 18 °C no leste, variando entre 8 °C e 25 °C em qualquer parte do estado. A média das máximas é de 26 °C, variando entre 20 °C e 35 °C em qualquer parte. A temperatura mais alta já registrada é de 42 °C, registrada em 2 de agosto de 1975, em Chester.
A taxa de precipitação média anual de chuva é de 114 centímetros, taxa levemente maior no interior do que ao longo do litoral. A taxa de precipitação média anual de neve é de 107 centímetros.

## Política

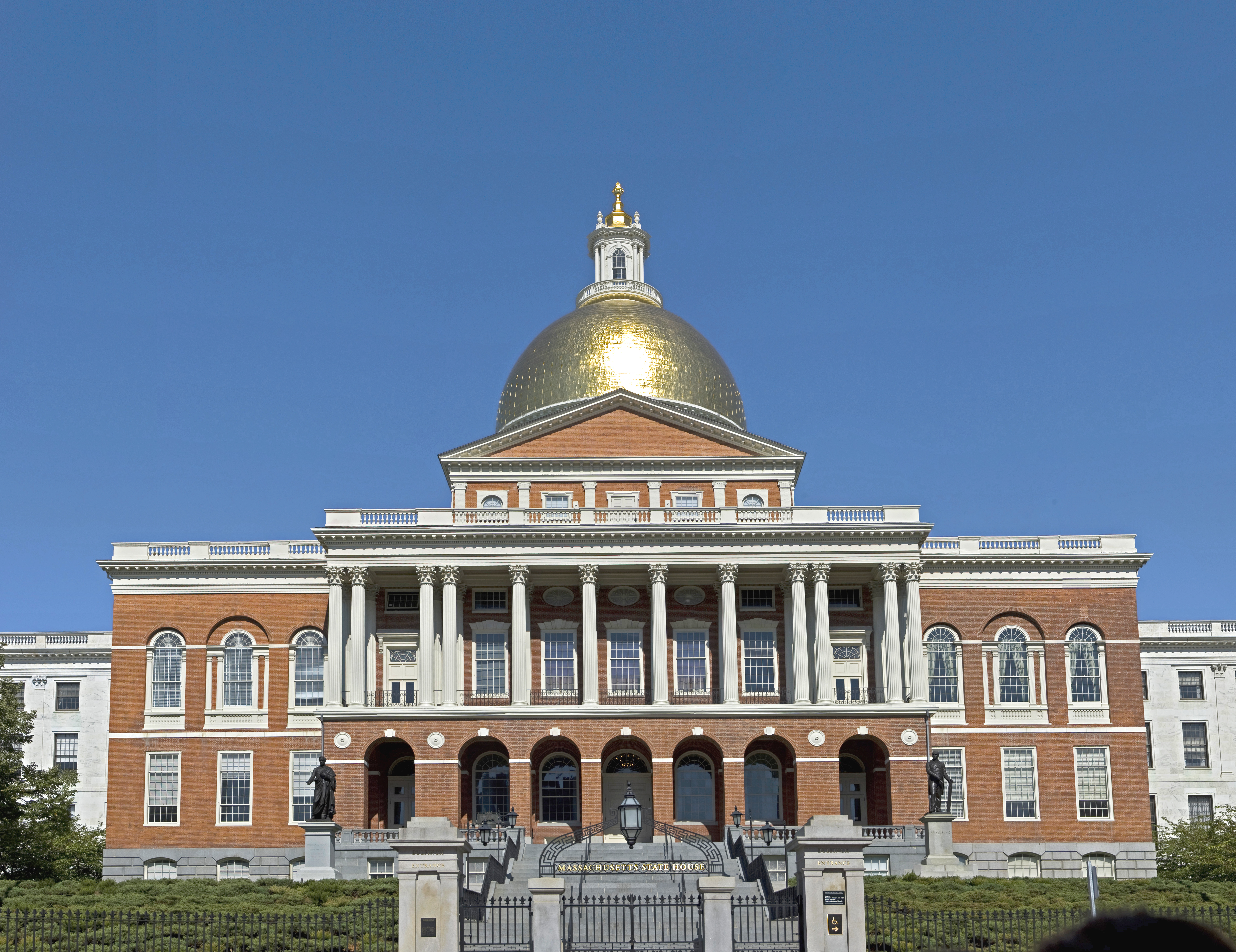
Vista do Capitólio Estadual de Massachusetts, em Boston

A atual Constituição de Massachusetts foi adotada em 1780. É a constituição mais antiga de um estado norte-americano ainda em vigor. Emendas à constituição são propostas pelo Poder Legislativo do Massachusetts e, para serem aprovadas, precisam receber apoio de ao menos 51% do Senado e da Câmara dos Representantes do Estado, e então dois terços dos votos da população eleitoral de Massachusetts, em um referendo. A população do estado também pode propor emendas à constituição através da coleta de um certo número de abaixo-assinados. Quando este abaixo-assinado é aceito pelo governo, para ser aprovada, precisa receber aprovação de ao menos um quarto dos membros de ambas as câmeras do Poder Legislativo de Massachusetts, e então ao menos 51% dos votos da população eleitoral. Emendas também podem ser propostas e introduzidas por convenções constitucionais, que precisam receber ao menos 51% dos votos de ambas as câmeras do poder legislativo e dois terços dos votos da população eleitoral, em um referendo.
O principal oficial do poder executivo em Massachusetts é o governador. Este é eleito pelos eleitores do estado para mandatos de até quatro anos de duração. Uma pessoa pode ser eleita quantas vezes quiser para o cargo de governador. Os oficiais que são escolhidos pelo governador - tesoureiro, commonwealth (secretário de Estado), entre outros, também servem em termos de no máximo quatro anos. Como o governador, podem ser escolhidos quantas vezes quiserem. O governador é auxiliado por um gabinete de seis membros, todos escolhidos por ele.
O poder legislativo de Massachusetts é constituído pelo Senado e pela Câmara dos Representantes. O Senado possui um total de 40 membros, enquanto a Câmara dos Representantes possui um total de 160 membros. Massachusetts está dividido em 40 distritos senatoriais e 160 distritos representativos. Os eleitores de cada distrito elegem um senador/representante, que irá representar tal distrito no Senado/Câmara dos Representantes. O termo dos senadores é de quatro anos e o termo dos representantes é de dois anos.
A corte mais alta do poder judiciário de Massachusetts é a Suprema Corte de Massachusetts. Todos os juízes do poder judiciário são escolhidos pelo governador, cujo termo expira quando alcançam 70 anos de idade.
Massachusetts está dividido em 14 condados, 50 cidades e 304 municipalidades. Mais da metade da receita do orçamento do governo de Massachusetts é gerada por impostos estaduais. O restante vem de verbas recebidas do governo nacional e de empréstimos. Em 2002, o governo do Estado gastou 32,848 bilhões de dólares, tendo gerado 26,885 bilhões de dólares. A dívida governamental de Massachusetts é de 45,216 bilhões de dólares. A dívida per capita é de 8 281 dólares, o valor dos impostos estaduais per capita é de 2 308 dólares, e o valor dos gastos governamentais per capita é de 5 115 dólares.
Massachusetts tem sido dominado politicamente pelo Partido Democrata, desde a criação do partido em 1792. O Partido Republicano ganhou alguma força durante a guerra civil, sendo que entre 1865 e a década de 1920 a maioria dos votos do colégio eleitoral do estado favoreceram candidatos republicanos na maioria das eleições presidenciais realizadas durante este período, bem como elegendo diversos governadores. Porém, o domínio dos democratas nas políticas do Massachusetts tem sido evidente desde a década de 1930.
O termo oficial do Estado é Commonwealth of Massachusetts, e não State of Massachusetts, embora ambos os formatos sejam amplamente usados pela mídia. Massachusetts é um dos quatro estados norte-americanos a usar o termo commonwealth, os outros três são Kentucky, a Pensilvânia e a Virgínia.

## Demografia
De acordo com o censo nacional de 2000, a população de Massachusetts em 2000 era de 6 349 097 habitantes, um crescimento de 5% em relação à população do estado em 1990, de 6 016 425 habitantes. Uma estimativa realizada em 2005 estima a população em 6 398 743 habitantes, um crescimento de 6,3% em relação à população em 1990, um crescimento de 0,7%, em relação à população em 2000, e um decréscimo de 0,1% em relação à população estimada em 2004.
O crescimento populacional natural de Massachusetts entre 2000 e 2005 foi de 131 329 habitantes - 426 232 nascimentos menos 294 903 óbitos - o crescimento populacional causado pela imigração foi de 162 674 habitantes, enquanto que a migração interestadual resultou na perda de 236 415 habitantes. Entre 2000 e 2005, a população cresceu em 49 638 habitantes, enquanto entre 2004 e 2005, diminuiu em 8 639 habitantes.
13,7% da população do estado (881 400 habitantes) não nasceram nos Estados Unidos. Os maiores grupos de imigrantes são canadenses, chineses, portugueses e caribenhos.
O alto custo das residências em Massachusetts tem contribuído para taxas cada vez maiores de emigração para os vizinhos estados de Nova Hampshire e Rhode Island, bem como para os estados do sul e oeste do país. Outros fatores incluem impostos, melhores localidades para cuidar das crianças, e melhores condições climáticas e de tráfego.
Por outro lado, Massachusetts é um dos estados mais escolhidos por imigrantes se instalando no país. Entre 2000 e 2005, o número de imigrantes vivendo em Massachusetts aumentou em 15%, com brasileiros e latino-americanos sendo os principais grupos de imigrantes. Durante este período, a população de latino-americanos da América Central aumentou em 67,7%, e a população procedente da América do Sul aumentou em 107,5%. Entre os sul americanos, o maior crescimento foi registrado na comunidade brasileira, de 131,4%, com uma população estimada em 84 836 habitantes. Os efeitos da imigração são suficientes para neutralizar os efeitos da emigração interestadual, e tem aumentado a diversidade cultural da população do estado.

### Raça e etnias
Composição racial da população de Massachusetts:
- 81,9% – brancos
- 6,8% – hispânicos
- 5,4% – afro-americanos
- 3,8% – asiáticos
- 0,2% – nativos norte-americanos
- 2,3% – duas ou mais raças

Os cinco maiores grupos étnicos de Massachusetts são irlandeses (que compõem 22,5% da população do Estado), italianos (13,5%) ingleses (11,4%), franceses (8%) e alemães (5,9%). A percentagem da população de ascendência irlandesa de Massachusetts é uma das maiores dos Estados Unidos.

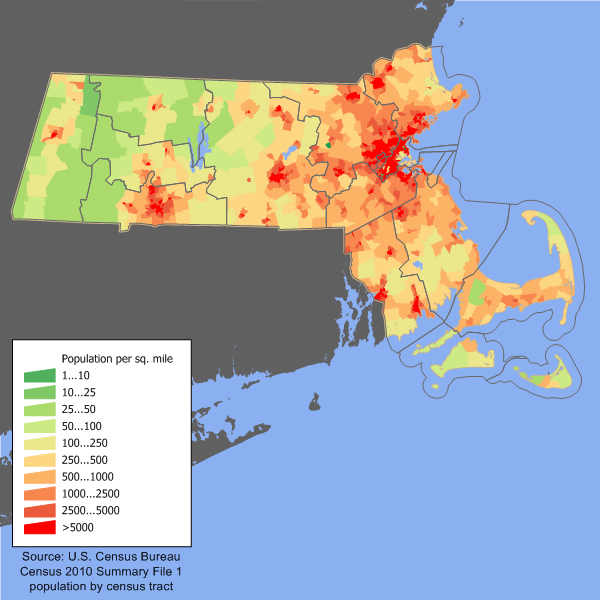
Distribuição da densidade populacional do Massachusetts

O estado também possui grandes populações de italianos e franceses. Outras etnias influentes são gregos, lituanos e poloneses. Yankees, habitantes de ascendência inglesa do período colonial, ainda possuem uma forte presença nas pequenas cidades do Massachusetts. Franceses formam o maior grupo étnico em boa parte da região ocidental e central do estado.
Boston possui uma grande comunidade afro-americana, e seu maior grupo imigrante é formado por haitianos. Fall River e New Bedford possuem uma grande comunidade de portugueses, brasileiros e cabo-verdianos, também prevalecente na região de Brockton. A região metropolitana de Boston possui uma comunidade brasileira em crescimento. Lowell, localizado na região nordeste de Massachusetts, abriga a segunda maior comunidade cambojana do país, atrás apenas de Long Beach, no estado da Califórnia.
Há, ainda, uma comunidade de brasileiros no estado. De acordo com o Itamaraty, em 2016 o número de brasileiros  - legais e clandestinos - era estimado em 218 mil, cerca de 3,5% do total da população do estado. Parte desse contingente sequer aparece nas estatísticas.
Apesar da maior parte da população nativa norte-americana original de Massachusetts ter desaparecido, a tribo Wampanoag mantém uma pequena reserva em Aquinnah e em Martha's Vineyard, e uma reserva não-reconhecida em Mashpee. A tribo Nipmuck mantém duas reservas na região central do Estado.

### Religião
Percentagem da população do Massachusetts por afiliação religiosa:
- Cristianismo – 79%
  - Igreja Católica Romana – 47%
  - Protestantes – 31%
    - Igreja Batista – 4%
    - Igreja Metodista – 2%
    - Igreja Pentecostal – 2%
    - Outras afiliações protestantes – 23%

  - Outras afiliações cristãs – 1%
- Judeus – 2%
- Outras religiões – 2%
- Não-religiosos – 17%
- Vale do Amanhecer- 2%

Embora Massachusetts tenha sido inicialmente fundada e colonizada por puritanos separatistas ao longo do século XVII, e continuou sendo um estado em sua maioria protestante ao longo de sua história, mais recentemente  Massachusetts tornou-se o segundo maior estado católico em percentagem de todo o Estados Unidos, atrás somente de Rhode Island. Isto deve-se à imigração em massa de católicos, tais como irlandeses, italianos, portugueses, quebequenses e porto-riquenhos. Atualmente, aproximadamente metade dos habitantes de Massachusetts são membros da Igreja Católica Romana, e os protestantes compõem menos de um terço da população do estado, sendo que a Igreja Presbiteriana está entre algumas das maiores no estado.

### Principais cidades

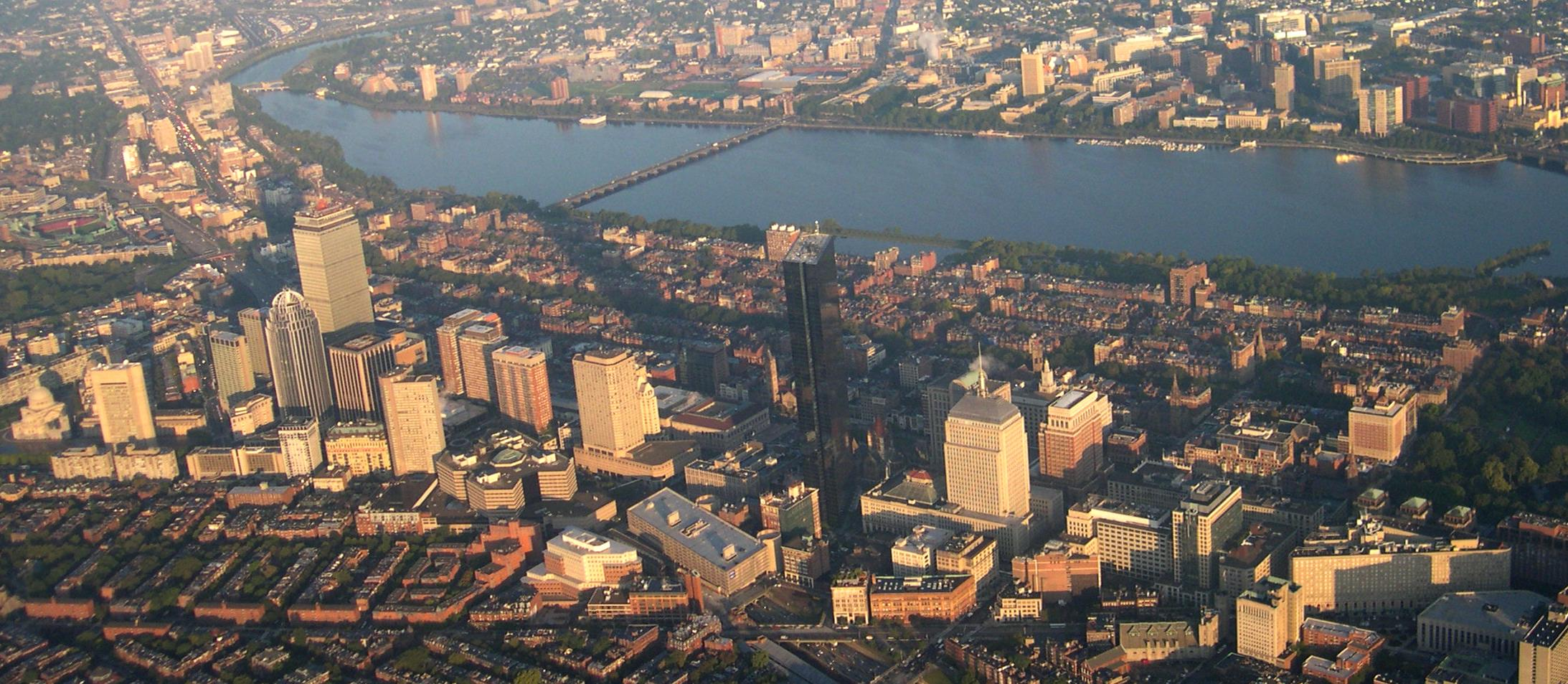
Boston

Cerca de 45% da população de Massachusetts vive em cidades, e mais de 94% da população vive em regiões metropolitanas.
- Boston
- Plymouth
- Worcester
- Springfield
- Lowell
- Cambridge
- Brockton
- New Bedford

## Economia
O produto interno bruto de Massachusetts foi de 297 bilhões de dólares. A renda per capita do estado, por sua vez, foi de 39 504 dólares, a quarta maior do país. A taxa de desemprego em Massachusetts é de 5,1%.
O setor primário responde por 1,2% do PIB de Massachusetts. O estado possui seis mil fazendas, que ocupam cerca de 11% do estado. A agricultura e a pecuária respondem juntas por 0,9% do PIB, e empregam aproximadamente 151 mil pessoas. Leite e oxicocos são os principais produtos produzidos pela agropecuária de Massachusetts, que produz mais de 25% de todos os oxicocos (cranberry em inglês) consumidos no país. A pesca e a silvicultura respondem juntas por 0,3% do PIB e empregam aproximadamente oito mil pessoas. O valor da pesca coletada anualmente é de 280 milhões de dólares.
O setor secundário responde por 16,8% do PIB de Massachusetts. O valor total dos produtos fabricados no Estado é de 49 bilhões de dólares. Os principais produtos industrializados fabricados são computadores, produtos eletrônicos, produtos de metais, produtos químicos, alimentos industrialmente processados e material médico e escolar. A indústria de manufatura responde por 15% do PIB, empregando aproximadamente 450 mil pessoas. A indústria de construção responde por 3,7% do PIB e emprega aproximadamente 236 mil pessoas. A mineração responde por 0,1% do PIB de Massachusetts, empregando cerca de duas mil pessoas.
O setor terciário responde por 82% do PIB de Massachusetts. Cerca de 28% do PIB do estado vêm de serviços comunitários e pessoais. Este setor emprega mais de 1,6 milhões de pessoas. O estado é um grande polo educacional e médico norte-americano. Massachusetts é também um grande polo financeiro. A prestação de serviços financeiros e imobiliários respondem por mais de 24% do PIB, empregando aproximadamente 350 mil pessoas. O comércio por atacado e varejo responde por 15% do PIB, e emprega aproximadamente 850 mil pessoas. Serviços governamentais respondem por 9% do PIB do Massachusetts, empregando aproximadamente 460 mil pessoas. Transportes, telecomunicações e utilidades públicas empregam 130 mil pessoas, e respondem por 4% do PIB. 30% da eletricidade gerada em Massachusetts é produzida por usinas termelétricas a carvão, 30% por usinas termelétricas a petróleo, 25% por usinas termelétricas a gás natural, e 10% por usinas nucleares, sendo a maior parte do restante produzida por usinas hidrelétricas.

## Educação

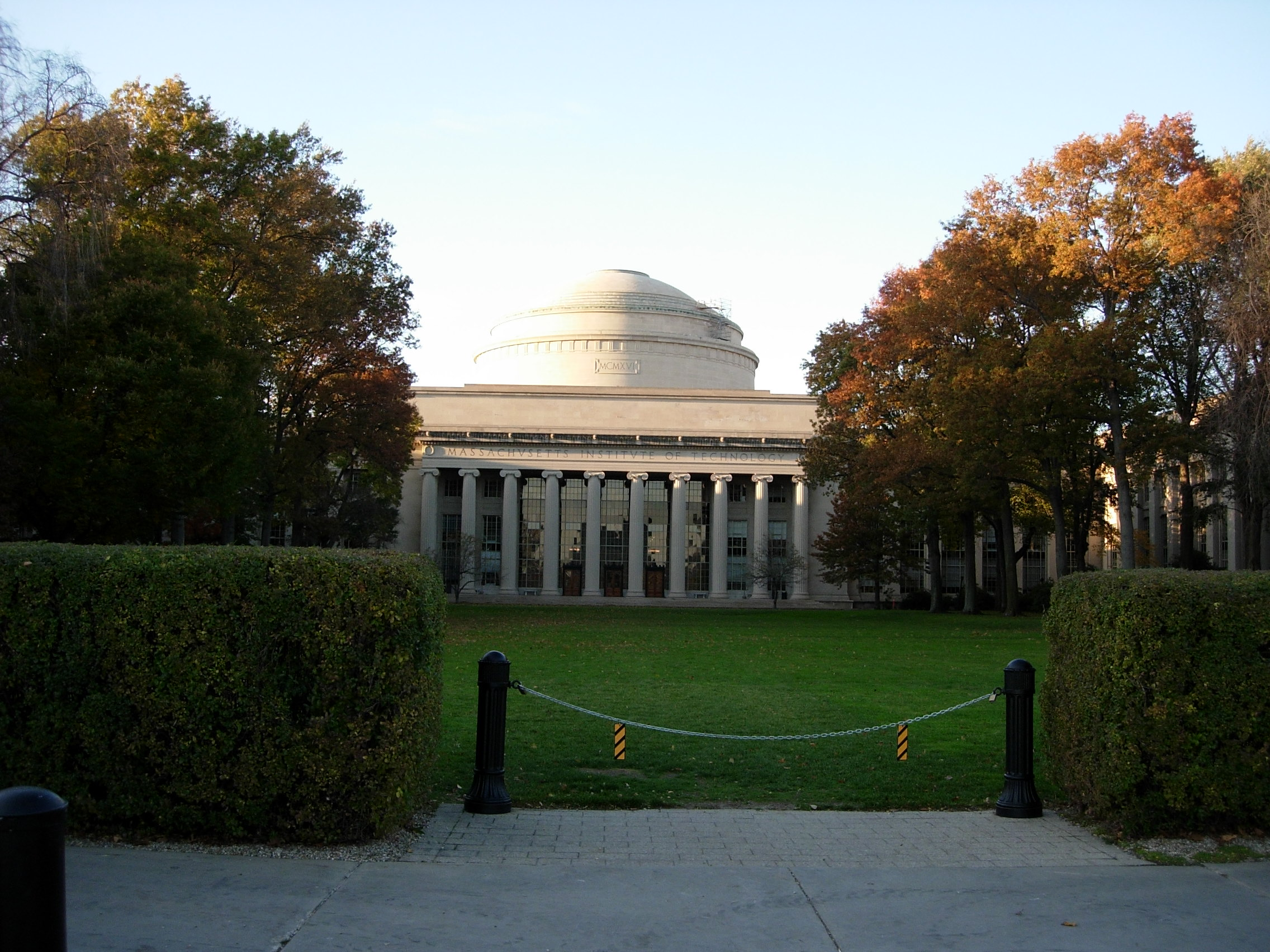
Câmpus da Massachusetts Institute of Technology

A primeira escola de Massachusetts foi fundada em 1635 pelos puritanos. Esta escola foi a primeira escola de segundo grau (high school) dos Estados Unidos. Em 1647, a Companhia da Baía de Massachusetts instituiu uma lei que ordenava a todos os assentamentos com mais de 50 famílias a construção de ao menos uma escola pública primária (elementary school). Tais escolas seriam mantidas pelo governo da colônia. Esta ação da companhia é o primeiro caso registrado na história da educação onde o governo responsabilizava-se pela educação das crianças. Em 1852, o já estado de Massachusetts obrigou que todas as crianças passassem a frequentar a escola, sendo o primeiro estado norte-americano a fazer isto.
Atualmente, todas as instituições educacionais em Massachusetts precisam seguir regras e padrões ditadas pelo Departamento de Educação do Massachusetts. Este departamento controla diretamente o sistema de escolas públicas do estado, que está dividido em diferentes distritos escolares. Cada cidade primária (city), diversas cidades secundárias (towns) e cada condado, é servida por um distrito escolar. Nas cidades, a responsabilidade de administrar as escolas é do distrito escolar municipal, enquanto que em regiões menos densamente habitadas esta responsabilidade é dos distritos escolares operando em todo o condado em geral. Massachusetts permite a operação de escolas charter - escolas públicas independentes que não são administradas por distritos escolares, mas que dependem de verbas públicas para operarem. O atendimento escolar é compulsório para todas as crianças e adolescentes com mais de seis anos de idade, até a conclusão do segundo grau ou até os dezesseis anos de idade. O sistema de educação pública do Massachusetts é considerado um dos melhores dos Estados Unidos. O estado também possui várias das melhores escolas privadas do país.
Em 1999, as escolas públicas do estado atenderam cerca de 971,4 mil estudantes, empregando aproximadamente 77,6 mil professores. As escolas privadas atenderam cerca de 132,2 mil estudantes, empregando aproximadamente 12,5 mil professores. O sistema de escolas públicas consumiu cerca de 7,949 bilhões de dólares, e o gasto das escolas públicas foi de aproximadamente 8,8 mil dólares por estudante. Cerca de 87% dos habitantes do estado com mais de 25 anos de idade possuem um diploma de segundo grau.
A primeira biblioteca em território norte-americano foi inaugurada em 1638, na Faculdade Harvard, atualmente a Universidade Harvard. Esta biblioteca é atualmente a maior biblioteca universitária do mundo, com mais de 14 milhões de itens. O estado possui atualmente aproximadamente 460 bibliotecas públicas, que movimentam anualmente uma média de 7,2 livros por habitante. Todas as cidades possuem ao menos uma biblioteca pública.
A primeira instituição de educação superior dos Estados Unidos - a Faculdade Harvard, atual Universidade Harvard - foi fundada no estado de Massachusetts, em Cambridge. Atualmente,  Massachusetts possui 119 instituições de educação superior, dos quais 31 são públicas e 88 são privadas. O estado abriga várias das melhores e mais renomadas instituições de ensino superior do mundo; entre elas, destacam-se a Universidade  Harvard e a Massachusetts Institute of Technology. O sistema de universidades públicas do estado é a Universidade de Massachusetts.

## Transportes e telecomunicações

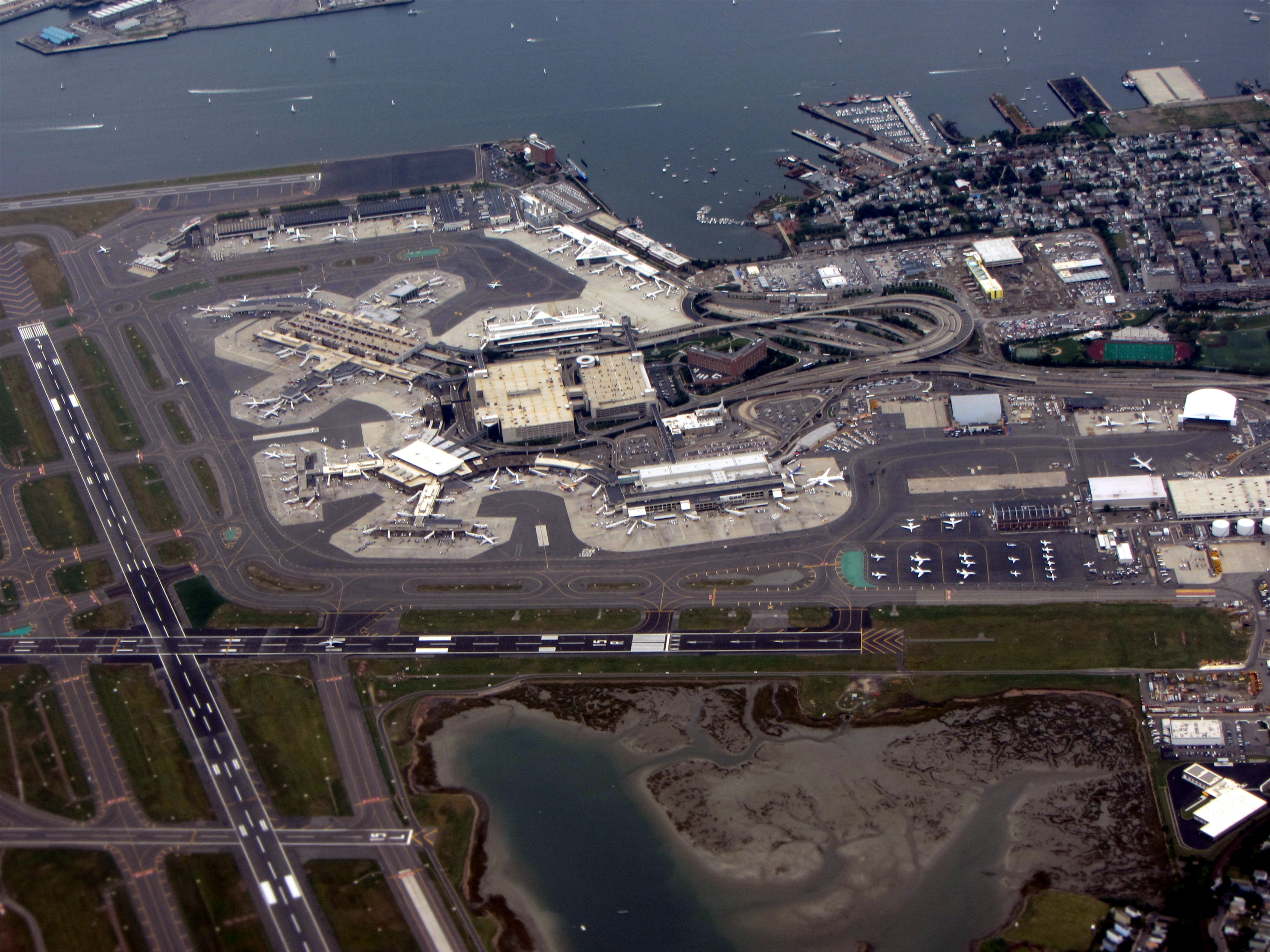
Aeroporto Internacional Logan em East Boston

Boston é o principal centro portuário e aeroportuário da Nova Inglaterra, e o principal centro de transportes em geral do estado. O Aeroporto Internacional Logan que serve a cidade é o mais movimentado do estado, e um dos mais movimentados do mundo.
Em 2002, Massachusetts possuía 1 764 quilômetros de ferrovias. Em 2003, possuía 57 277 quilômetros de vias públicas, dos quais 916 quilômetros eram rodovias interestaduais, parte do sistema rodoviário federal dos Estados Unidos.
O primeiro livro publicado nas Treze Colônias foi impresso e publicado em 1640. O jornal mais antigo dos Estados Unidos ainda em atividade - o Boston Newsletter - foi publicado pela primeira vez em 1704. Atualmente, cerca de 300 jornais são publicados no estado, e deles, 45 são diários.
A primeira estação de rádio de Massachusetts foi fundada em 1920, em Medford. A primeira estação de televisão do estado foi fundada em 1948. Atualmente, Massachusetts possui 151 estações de rádio (dos quais 49 são AM e 101 são FM) e 20 estações de televisão.

## Cultura
O Dia de Ação de Graças, atualmente um feriado nacional dos Estados Unidos, foi celebrado pela primeira vez no país em 1621, em Plymouth.

### Símbolos do estado
- Árvore: Ulmus americana
- Bebida: Suco de oxicoco (cranberry)
- Cognomes:
  - Bay State
  - Colony State (não oficial)
  - Old Colony (não oficial)
- Dança: Quadrilha
- Fóssil: Pegadas de dinossauro (espécie desconhecida)
- Flor: Mayflower (Epigaea)
- Gema preciosa: Rodonita
- Inseto: Joaninha
- Lema: Ense petit placidam sub libertate quietem (do latim: Pela espada buscamos paz, mas paz apenas sob liberdade)
- Mamífero aquático: Baleia franca
- Mamífero doméstico: Cavalo morgan
- Mineral: Babingtonita
- Músicas:
  - Hail, Massachusetts!
  - Massachusetts (Homenagem da banda inglesa Bee Gees ao estado)
  - The road to Boston ("A estrada para Boston", em tradução literal)
  - The great state of Massachusetts (O grande estado de Massachusetts)
  - Say hello to someone in Massachusetts (Diga olá para alguém em Massachusetts)
- Pássaro: Chapim-de-cabeça-preta - Poecile atricapillus
- Pedras: Roxbury Puddingstone; vestígios petrificados de Hexagonaria percarinata
- Peixe: Bacalhau

## Esportes

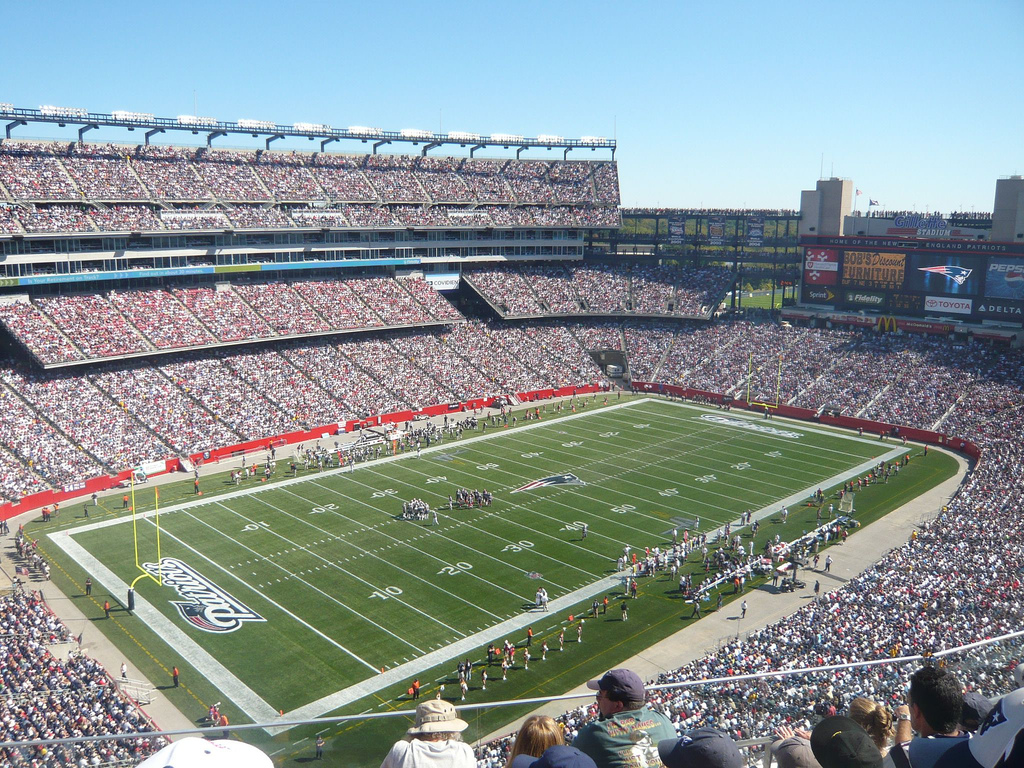
Gillette Stadium em Foxborough, casa do New England Patriots e do New England Revolution

Massachusetts é o lar de quatro equipes de esportes profissionais das principais ligas: no basquetebol o Boston Celtics, dezessete vezes campeão da NBA, no beisebol o Boston Red Sox da MLB, no hóquei no gelo o Boston Bruins da NHL, no futebol americano o New England Patriots da NFL. Em outras ligas têm no futebol New England Revolution da MLS e no box lacrosse o New England Black Wolves na NLL.
No final do século XIX o basquetebol foi inventado por James Naismith em Springfield e o voleibol por William G. Morgan em Holyoke, o Basketball Hall of Fame e o Volleyball Hall of Fame localizam-se em ambas cidades. No golfe o The Northern Trust é a etapa do estado na PGA Tour.

### Outras fontes
- «United States Census Bureau» (em inglês)
- «Sítio web oficial de Massachusetts» (em inglês)
- «United States Department of Education» (em inglês)
- «United States Department of Commerce» (em inglês)
- «National Oceanic and Atmospheric Administration» (em inglês)
- Brown, Richard D.; Tager, Jack (2000). Massachusetts: A Concise History. [S.l.]: University of Massachusetts Press. ISBN 1-55849-249-6